# 瓜伊拉
瓜伊拉是巴西巴拉那州的一个市镇。总面积560.508平方公里，总人口29594人，人口密度52.8人/平方公里。